# Flecha Valona 2024
La 88.ª edición de la clásica ciclista Flecha Valona fue una carrera en Bélgica que se celebró el 17 de abril de 2024 con inicio en la ciudad de Charleroi situada en Valonia, en la provincia de Henao, y final en el municipio de Huy sobre un recorrido de 198,6 kilómetros.
La carrera, además de ser la segunda clásica de las Ardenas, formó parte del UCI WorldTour 2024, siendo la decimoctava carrera de dicho circuito del calendario ciclístico de máximo nivel mundial. El vencedor fue el británico Stephen Williams del Israel-Premier Tech, quien estuvo acompañado en el podio por el francés Kévin Vauquelin del Arkéa-B&B Hotels y el belga Maxim Van Gils del Lotto Dstny, segundo y tercer clasificado respectivamente.

## Equipos participantes
Tomaron parte en la carrera 25 equipos: 18 de categoría UCI WorldTeam y 7 de categoría UCI ProTeam. Formaron así un pelotón de 175 ciclistas de los que acabaron 44. Los equipos participantes fueron:
| WorldTeams (18)- Arkéa-B&B Hotels - Alpecin-Deceuninck - Astana Qazaqstan Team - Bahrain Victorious - Bora-Hansgrohe - Cofidis - Decathlon-AG2R La Mondiale - EF Education-EasyPost - Groupama-FDJ - Ineos Grenadiers - Intermarché-Wanty - Lidl-Trek - Movistar Team - Soudal Quick-Step - Team dsm-firmenich PostNL - Team Jayco AlUla - Team Visma \| Lease a Bike - UAE Team Emirates ProTeams (7)- Bingoal WB - Euskaltel-Euskadi - Israel-Premier Tech - Lotto Dstny - Q36.5 Pro Cycling Team - TotalEnergies - Uno-X Mobility |
| |

## Clasificación final
- La clasificación finalizó de la siguiente forma:[3]

### Clasificación general
| \| Clasificación general \| Clasificación general \| Clasificación general \| Clasificación general \| Clasificación general \| \| Ciclista \| Ciclista \| Equipo \| Tiempo \| \| \| --------------------- \| -------------------------- \| -------------------------- \| --------------------- \| --------------------- \| \| 1.º \| Stephen Williams \| Israel-Premier Tech \| 4 h 40 min 24 s \| \| \| 2.º \| Kévin Vauquelin \| Arkéa-B&B Hotels \| + 0 s \| \| \| 3.º \| Maxim Van Gils \| Lotto Dstny \| + 3 s \| \| \| 4.º \| Benoît Cosnefroy \| Decathlon-AG2R La Mondiale \| + 3 s \| \| \| 5.º \| Santiago Buitrago \| Bahrain Victorious \| + 3 s \| \| \| 6.º \| Tobias Halland Johannessen \| Uno-X Mobility \| + 10 s \| \| \| 7.º \| Romain Grégoire \| Groupama-FDJ \| + 10 s \| \| \| 8.º \| Dorian Godon \| Decathlon-AG2R La Mondiale \| + 10 s \| \| \| 9.º \| Tiesj Benoot \| Team Visma \\| Lease a Bike \| + 10 s \| \| \| 10.º \| Guillaume Martin \| Cofidis \| + 10 s \| \| |                            |                            |                 |
| |                            |                            |                 |
| Fuente: ProCyclingStats |                            |                            |                 |
| Clasificación general |                            |                            |                 |
| Ciclista | Ciclista                   | Equipo                     | Tiempo          |
| 1.º | Stephen Williams           | Israel-Premier Tech        | 4 h 40 min 24 s |
| 2.º | Kévin Vauquelin            | Arkéa-B&B Hotels           | + 0 s           |
| 3.º | Maxim Van Gils             | Lotto Dstny                | + 3 s           |
| 4.º | Benoît Cosnefroy           | Decathlon-AG2R La Mondiale | + 3 s           |
| 5.º | Santiago Buitrago          | Bahrain Victorious         | + 3 s           |
| 6.º | Tobias Halland Johannessen | Uno-X Mobility             | + 10 s          |
| 7.º | Romain Grégoire            | Groupama-FDJ               | + 10 s          |
| 8.º | Dorian Godon               | Decathlon-AG2R La Mondiale | + 10 s          |
| 9.º | Tiesj Benoot               | Team Visma \| Lease a Bike | + 10 s          |
| 10.º | Guillaume Martin           | Cofidis                    | + 10 s          |

## Ciclistas participantes y posiciones finales
Convenciones:
- AB: Abandono
- FLT: Retiro por llegada fuera del límite de tiempo
- NTS: No tomó la salida
- DES: Descalificado o expulsado

## UCI World Ranking
La Flecha Valona otorgó puntos para el UCI World Ranking para corredores de los equipos en las categorías UCI WorldTeam, UCI ProTeam y Continental. Las siguientes tablas son el baremo de puntuación y los diez corredores que obtuvieron más puntos:
| Posición   | 1.º | 2.º | 3.º | 4.º | 5.º | 6.º | 7.º | 8.º | 9.º | 10.º | 11.º | 12.º | 13.º | 14.º | 15.º | 16.º-20.º | 21.º-30.º | 31.º-50.º | 51.º-55.º | 56.º-60.º |
| Puntuación | 400 | 320 | 260 | 220 | 180 | 140 | 120 | 100 | 80  | 68   | 56   | 48   | 40   | 32   | 28   | 24        | 16        | 8         | 4         | 2         |

| Clasificación |                            |                            |        |
| Posición      | Ciclista                   | Equipo                     | Puntos |
| ------------- | -------------------------- | -------------------------- | ------ |
| 1.º           | Stephen Williams           | Israel-Premier Tech        | 400    |
| 2.º           | Kévin Vauquelin            | Arkéa-B&B Hotels           | 320    |
| 3.º           | Maxim Van Gils             | Lotto Dstny                | 260    |
| 4.º           | Benoît Cosnefroy           | Decathlon AG2R La Mondiale | 220    |
| 5.º           | Santiago Buitrago          | Bahrain Victorious         | 180    |
| 6.º           | Tobias Halland Johannessen | Uno-X Mobility             | 140    |
| 7.º           | Romain Grégoire            | Groupama-FDJ               | 120    |
| 8.º           | Dorian Godon               | Decathlon AG2R La Mondiale | 100    |
| 9.º           | Tiesj Benoot               | Visma \| Lease a Bike      | 80     |
| 10.º          | Guillaume Martin           | Cofidis                    | 68     |